# Liste der denkmalgeschützten Objekte in Lanzendorf (Niederösterreich)
Die Liste der denkmalgeschützten Objekte in Lanzendorf enthält die denkmalgeschützten, unbeweglichen Objekte der Gemeinde Lanzendorf.

## Denkmäler
| Foto  |                 | Denkmal                                                                  | Standort                                         | Beschreibung | Metadaten |
| ----- | --------------- | ------------------------------------------------------------------------ | ------------------------------------------------ | --- | --- |
| ja    | Datei hochladen | Bildstock HERIS-ID: 8405 Objekt-ID: 4359                                 | bei Buchengasse 2 Standort KG: Unterlanzendorf   | Pietà aus dem 2. Viertel des 18. Jahrhunderts                                                                                              | BDA-Hist.: Q38003483 Status: § 2a Stand der BDA-Liste: 2025-06-30 Name: Bildstock GstNr.: 250/2                                                                               |
| ja    | Datei hochladen | Behindertenheim der Caritas Maria Frieden HERIS-ID: 8402 Objekt-ID: 4356 | Obere Hauptstraße 35 Standort KG: Oberlanzendorf | Ehemaliges Schloss Lanzendorf, im 17. Jahrhundert erbaut und mehrfach verändert. Heute eine Behinderteneinrichtung der Caritas Österreich. | BDA-Hist.: Q38003475 Status: Bescheid Stand der BDA-Liste: 2025-06-30 Name: Behindertenheim der Caritas Maria Frieden GstNr.: 145/1 Behindertenheim der Caritas Maria Frieden |
| ja BW | Datei hochladen | Ehem. Mühle HERIS-ID: 8406 Objekt-ID: 4360                               | Mühlgasse 6 Standort KG: Unterlanzendorf         | Vierseitige Anlage mit ungleich hohen Trakten, im Kern aus dem 16./17. Jahrhundert                                                         | BDA-Hist.: Q38003492 Status: Bescheid Stand der BDA-Liste: 2025-06-30 Name: Ehem. Mühle GstNr.: 132                                                                           |